# Palaeeudyptes gunnari
Palaeeudyptes gunnari es una especie extinta de pingüino del género Palaeeudyptes. Era un poco menor que su pariente Palaeeudyptes antarcticus de Nueva Zelanda, midiendo entre 110 a 125 centímetros de altura, el tamaño aproximado del pingüino emperador. Es conocido a partir de docenas de huesos fósiles que han sido hallados en estratos que datan de mediados o finales del Eoceno (hace entre 34-50 millones de años) en la Formación La Meseta de la Isla Seymour de la Antártida. Inicialmente fue descrito como un género separado, Eosphaeniscus. Sin embargo, este estaba basado en un único tarsometatarso roto y deteriorado. Material en mejores condiciones recuperado tiempo después mostró que la especie pertenecía al género Palaeeudyptes.
Wimanornis es probablemente un sinónimo más moderno de esta especie (Jadwiszcak, 2006).